# 林榮基
林榮基（英語：Lam Wing-Kee；1955年12月—），香港書商、銅鑼灣書店股東及員工失蹤事件主角之一，亦是該書店的創辦人及店長。經歷強迫失蹤事件後傾向支持香港獨立。

## 背景
林榮基出生於英屬香港，祖籍廣東省茂名市；曾在香島中學讀書。1985至1989年於中資公司中華書局做書籍發行，六四事件後轉職田園書屋。1994年，他創辦了銅鑼灣書店。2014年，他將銅鑼灣書店賣給巨流傳媒有限公司，他本人則在賣盤後留任擔任店長。
林榮基曾擁有金石圖書貿易有限公司股權，根據公司註冊處，林榮基擁有50%股份，直至2015年8月25日轉讓他人。林曾經透過金石公司幫劉以鬯重版了當時已斷市的《酒徒》。

## 經歷
2015年10月24日，林榮基在羅湖口岸過關後失去聯絡。其妻於11月5日到香港警署報案丈夫失蹤，數小時後即收到林致電報平安。不久，警方又來電詢問剛剛有否收到林的電話，又稱有關人士已報平安，故拒絕披露出入境紀錄並停止跟進案件。2016年6月14日，林榮基從中國大陸返港，向警方要求銷案。6月16日，林榮基在立法會議員何俊仁陪同下開記者招待會，交代被拘留的細節。

### 記者會
2016年6月16日，林榮基於記者會上憶述的「被失蹤」時序：
| 日期                | 地點                       | 經歷 |
| ------------------- | -------------------------- | --- |
| 2015-10-24          | 羅湖關口、深圳派出所       | 林過關時被深圳關員帶到一旁，後有至少11人將他帶上七人車，抵達深圳一派出所後被沒收證件。期間林多番追問犯了何事，但得不到答覆。晚上有關人員查問其個人資料，林整夜坐在犯人椅上不得睡覺。 |
| 2015-10-25          | 由深圳轉移至浙江省寧波     | 早上7時許，戴上手銬、眼罩、鴨舌帽的林被帶上動車，經過13-14小時的車程後被轉移至寧波一幢巨大建筑物2楼的一个不足300呎的房间，更換囚衣及作身體檢查。房間內設24小時運作的監視器，所有設施被軟墊包裹，亦有其他嚴密措拖防止自殺。當晚林再度追問所犯何事，仍得不到答覆。 |
| 2015-10-26          | 寧波不明建築物內一細小房间 | 下午，在未被知會拘留原因下，林被迫签紙答应放弃联络家人及聘请律师，其後有關人員才開始詢問有關銅鑼灣書店的事宜，當中包括林的職位、書店的經營狀況、幫大陸讀者寄書的原因等。 |
| 2015-10-27至2016-03 | 寧波不明建築物內一細小房间 | 五個月內，林被六组人24小时輪流看守，喪失自由。林在这个房间被中央專案組人員提审20-30次，外出提审两次，當中曾審問有關一些大陸視為政治禁書的撰稿人資料，又要求林指認購書客戶的身份。除本地人員進行軟性勸說之外，也有從北京派來的人員辱罵及威嚇林，指當局對林這類人「不會手軟」。外出提审期間看到建築物內有其他被囚人。林又在「有導演、有台詞」下，結合其證據被迫拍攝認罪片段，有關片段於2月在鳳凰衛視播出。 |
| 2016-04至2016-06-14 | 广东韶关一處地方           | 林由寧波被轉移至广东韶关，其後被釋放，因為被安排到圖書館工作，仍不能離開韶關特定範圍。在韶關期間受邀餐敘，曾被安排到深圳麒麟山莊與李波、呂波及張志平飲茶作樂，但全程被監視及錄影。某夜凌晨1時有兩名小姐拍門疑招攬色情生意，林推測事情不單純，不受誘惑。经长时间交涉后，林被获准返港探望家人，但条件是他必須把铜锣湾书店客户订书的硬件資料帶回大陸，作为日後的呈堂证据。                                  |
| 2016-06-14          | 由韶關至深圳關口、香港     | 上午7時許，林在史先生及中央專案組處長陳先生的陪同下，在韶關乘高鐵到深圳過關。中午抵港後，林按史、陳要求向香港警方銷案。在港期間史、陳怕與林同行被拍而分道而行，但林需使用他們提供的手機以短訊報告行蹤。 |
| 2016-06-15          | 香港                       | 下午，林按要求到李波辦事處取客戶訂書紀錄的硬件。深夜通知中央專案組人員稱錯取電腦硬件。 |
| 2016-06-16          | 香港                       | 上午，林找李波取回正確的硬件資料。中午林到達九龍塘站準備帶資料轉乘火車返回中國大陸，但經深思後決定聯絡民主黨議員何俊仁，當晚在何的陪同下召開記者會交代失蹤真相。 |

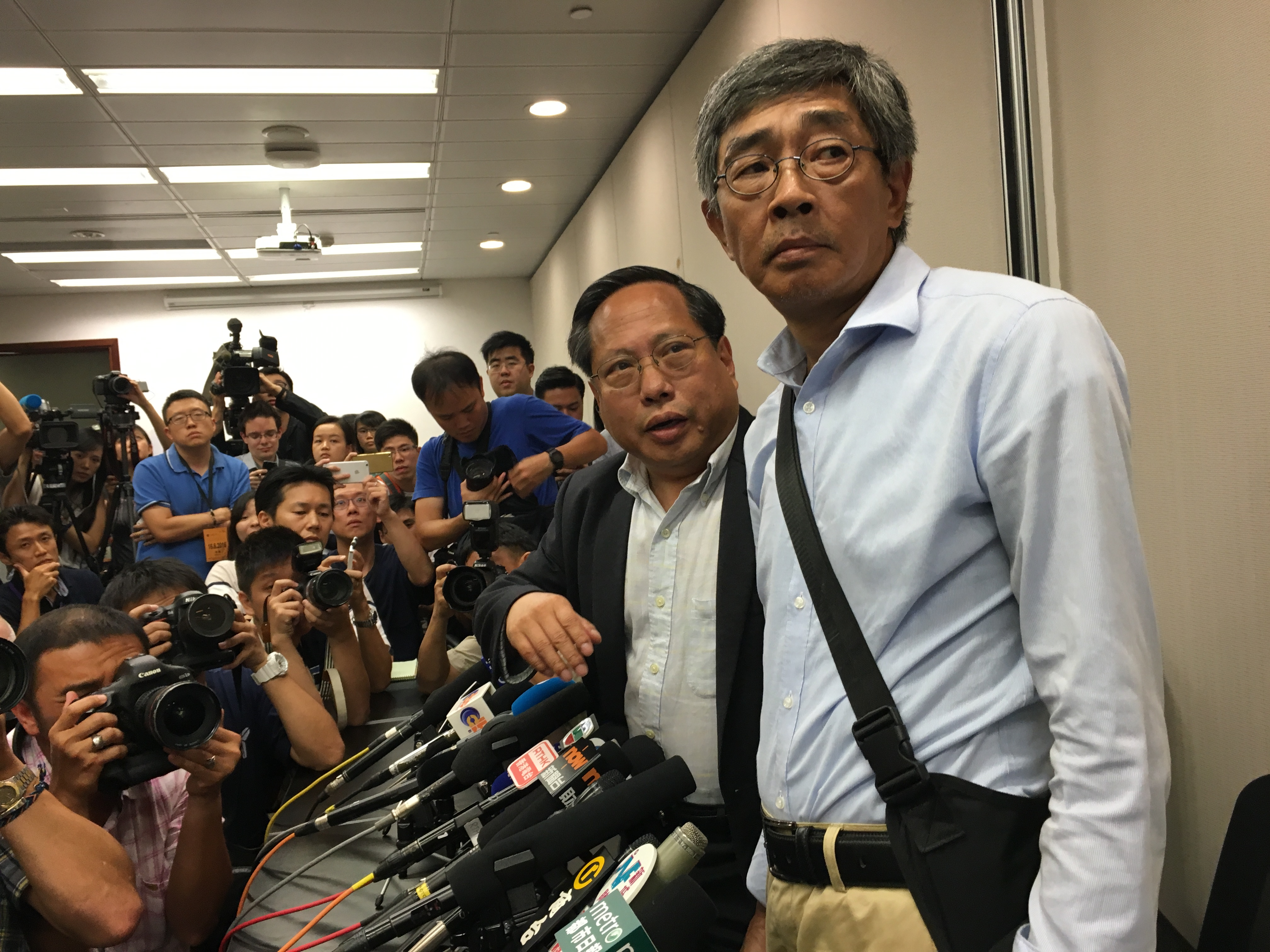
林榮基與立法會議員何俊仁召開記者會。

林榮基表示自己改變決定召開記者會，是因為被6,000名他不認識的香港人上街支持而受感動。「如果我哋唔出聲，香港就無得救……亦都話畀全世界嘅人知香港人嘅底線，香港人係唔會向強權屈服。（如果我們不發聲，香港就沒得救……也告訴給全世界的人聽香港人的底線，香港人是不會向強權屈服。）」並強調這已非他個人的事，而是關乎全體香港人的人權及自由，認為銅鑼灣書店事件說明了中國大陸違反一國兩制，並有恃無恐地以為他們不敢反抗。
他指銅鑼灣書店是一家根據香港法律下合法經營的小書店，在香港寄書亦是合法行為，若中國大陸認為他在香港違反了中國的法律，應該在法庭以法律途徑檢控他。林又表示，由於李波複製客戶資料，目前中央已獲得銅鑼灣書店讀者的訂書紀錄，涉及大約以內地人為主的500至600名客戶，亦有包括香港人，涉及的書籍合共有約4,000本。

### 聲援林榮基遊行
2016年6月18日下午3時，泛民主派、支聯會成員及大批市民於銅鑼灣駱克道銅鑼灣書店所在大廈前發起遊行，表達支持林榮基挺身訴說被中國大陸當局拘禁8個月來的遭遇。隊伍經過近3小時，在傍晚6時前抵達終點中聯辦。林榮基在遊行隊伍經過金鐘太古廣場時離開，他說見到這麼多人參與遊行，很高興香港有希望。林榮基在起步前又說，理解書店負責人李波說好多違心的說話，但與李波是朋友，不會與他對質。大會表示有6,000人參與遊行，警方表示高峯期有1,800人參與。

### 被取消出席訪問節目
2016年6月18日下午，林榮基出席遊行期間，一名無綫電視記者上前邀請林出席翌日的講清講楚直播專訪節目，當時林未有應允，及後民主黨立法會議員單仲偕與林榮基在下午約4時離開隊伍返回立法會，商議後林答應出席，但在5時左右收到該名記者表示，訪問要取消，原因是電視台高層不允許。

### 中國大陸的解釋
2016年7月5日，中國大陸方面的浙江寧波警方向香港特區政府的代表团通报了林荣基案有关情况：
- 2012年9月，林荣基因携带24件出版物入境被罗湖海关行政处罚。
- 2014年，37歲女子胡某通過網路認識林榮基，兩人很快在深圳一酒店约会并确立男女朋友关系。林榮基答應和妻子离婚，再与胡某结婚，并将胡某之子接到香港定居。之後，林荣基委託胡某向購書人寄送書籍，并向胡某支付郵寄費。
- 2015年5月，寧波警方发现，胡某在廣東將香港銅鑼灣書店的書籍通過快遞向宁波地区傳播。寧波警方透露，胡某转寄的出版物达368单，香港銅鑼灣書店收取的书款达40余万元。
- 2015年9月，宁波市公安局对林荣基等人以涉嫌非法经营罪立案侦查。
- 2015年10月，宁波警方将胡某抓捕。
- 2015年10月24日，林荣基準備去深圳見胡某，从深圳罗湖口岸入关时被宁波警方拘捕。
- 寧波警方將胡某和林榮基抓捕後監視居住，并告知他們有聘請律師的權利。胡某自稱不想讓家人知道自己和林榮基交往，於是不聘請律師。寧波警方自稱應林榮基的要求，每天为其提供水果，为其量血压。
- 2016年2月4日，香港警方向寧波警方来函詢問，宁波市公安局通过广东省公安厅港澳警务联络科，向香港警方通报了林荣基案的有关情况。
- 2016年3月21日，寧波警方自稱林榮基認罪態度較好，由監視居住改為取保候審。
- 2016年4月4日，林榮基自稱与妻儿关系不和，在香港居住困难，向辦案機關申請在廣東某地給他安排一個有關圖書管理的工作。林榮基被安排進入韶关市图书馆
- 2016年6月2日，林榮基提出返港处理个人相关事宜，并保证遵守取保候审有关规定，公安机关同意其返港。
- 2016年6月16日，林榮基召開記者會，并表示不會返回中國內地。
- 2016年6月17日，胡某指責林榮基在記者會上透露兩人之間的情侶關係，是一種自私行為。韶關市圖書館館長陳偉清斥責林榮基顛倒黑白，抹黑韶關市圖書館。宁波市公安局相关负责人警告，根据刑诉法规定，取保候审的嫌犯在被传讯时应及时到案，鉴于林榮基已宣稱不會返回內地，将敦促他返回内地接受调查。如果拒不返回，将依法对其变更刑事强制措施。

### 流亡台灣

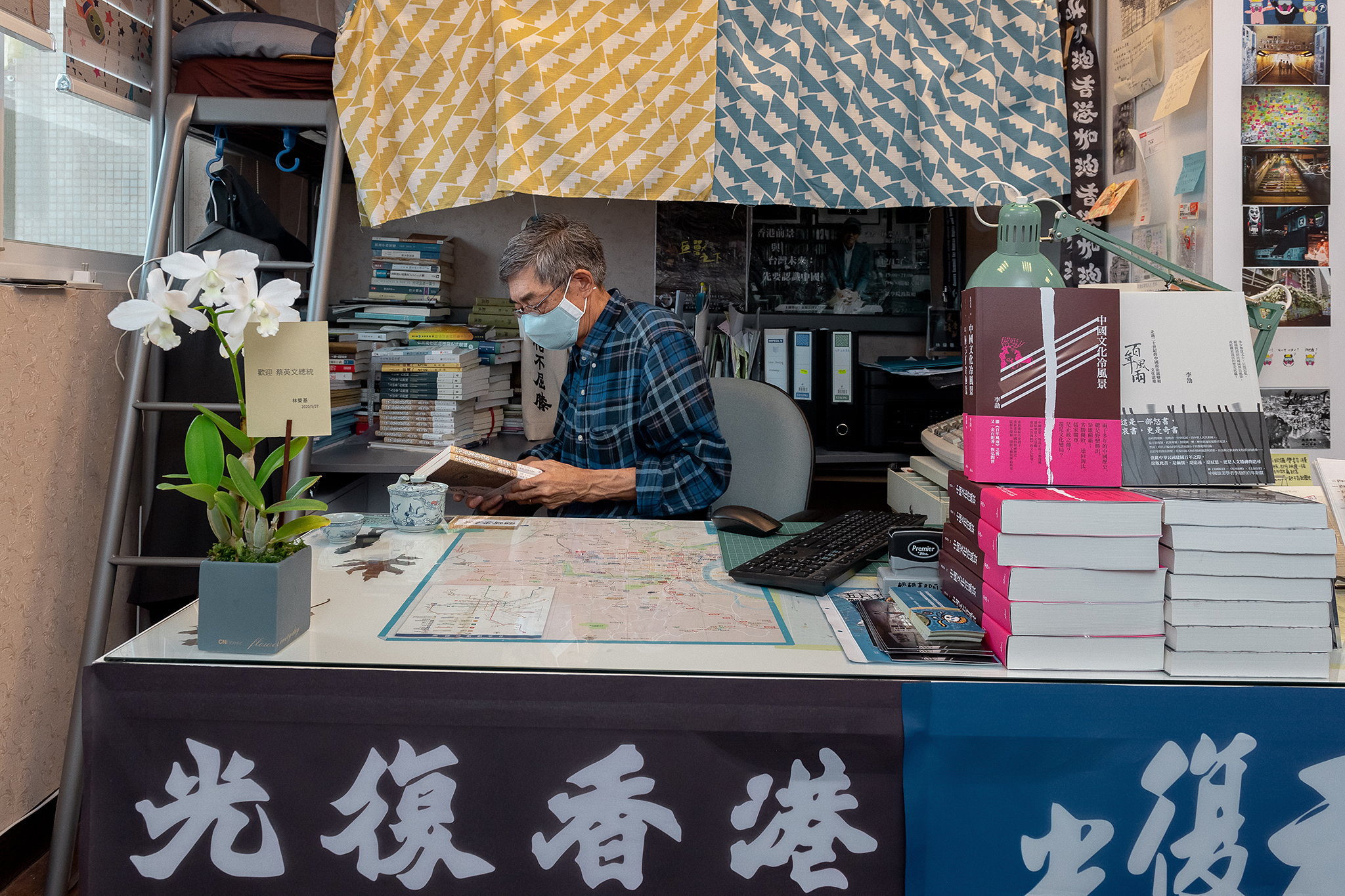
林榮基在台北市銅鑼灣書店

香港原本并沒有和中国大陸、台湾、澳门签署引渡协议。2019年2月，香港特區政府提出修改《逃犯条例》，容许当局以个案形式把逃犯引渡至上述三地受审。法例在香港立法会审议期間，林榮基因依舊被中華人民共和國政府以涉嫌非法经营罪通緝，害怕再次被引渡至中國大陸，於是于2019年4月25日前往台灣。大陸委員會暫時核准林榮基在台灣停留1個月，未來若要申請工作證或長期居留台灣，可依「香港澳門居民進入台灣地區及居留定居許可辦法」提出申請。5月14日，移民署再次延長林榮基在台2個月。7月15日向移民署申請延期獲准停留至10月25日。
林榮基於2024年取得中華民國國民身分證。

### 在台灣重啟銅鑼灣書店

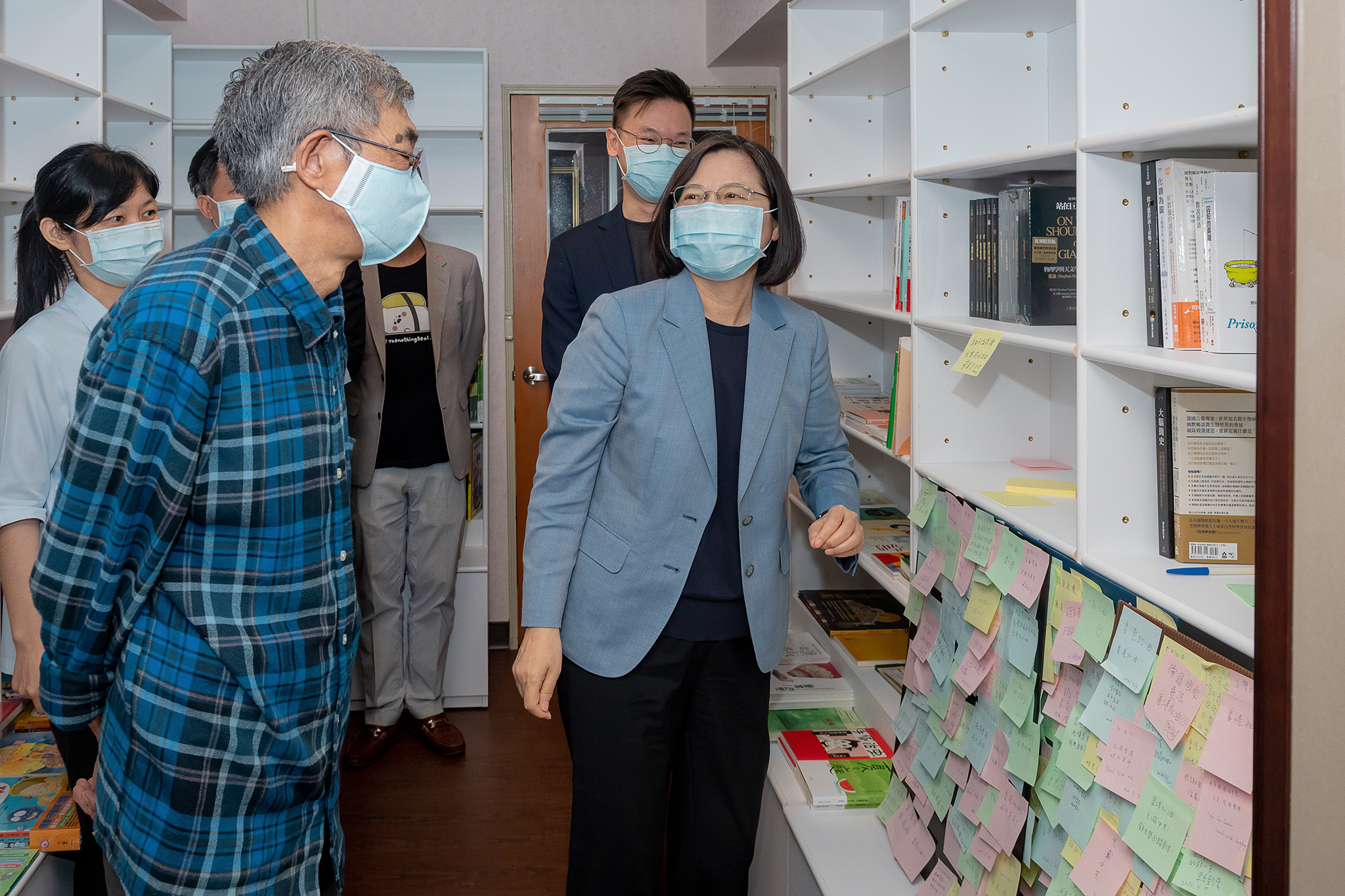
2020年5月29日，台灣總統蔡英文參訪「銅鑼灣書店」

2019年9月5日，林榮基於線上募資平台flyingV發起名為「銅鑼灣書店｜台灣重啟｜為自由的靈魂而開」的募款計畫，募款啟動近20個小時就達成新台幣280萬元的目標，最終共募得新台幣597萬多元。2020年4月21日，林榮基在臺北中山捷運站附近的咖啡廳用餐時，遭到兩名男子潑漆。林榮基表示，昨天接獲律師函，聲稱接受3月初註冊的「銅鑼灣書店有限公司」委託，要他不得使用「銅鑼灣書店」名稱，今天就被人潑漆，很明顯就是恐嚇要我不要開書店。4月22日，警方逮捕涉案的3名嫌犯；同天有一名自稱愛國同心會、中華統一促進黨成員，在陸委會的貼文下留言恐嚇林榮基「這只是我們對你的第一次警告，搞死你分鐘的事」。4月25日，銅鑼灣書店在臺北市中山區南京西路重新開幕，中華民國總統蔡英文送花祝賀，當局動員300名警力防止有心人士滋擾。

### 設立「避風驛」（Haven Assistance）
港版國安法實施後，為香港的前景增加不少不明朗因素，因而有不少港人擔憂自由受損，或會選擇離開香港。此時，四位流亡海外的港人林榮基、梁繼平、黃台仰、鄭文傑一同成立「避風驛」。「避風驛」平台將提供美國、台灣、英國、德國和其他國家庇護政策資源，為流亡港人提供義務諮詢。「避風驛」在2020年7月8日發表聯合聲明，敦促國際社會與留在香港的人站在一起，提供安全網，並賦權給他們，在沒有阻礙的情況下，繼續推動民主事業，聲明呼籲，如果有任何海外香港組織願意加入合作，歡迎與發起人聯繫。

### 聲稱港府會限制出境
2020年12月10日，林榮基參觀二二八紀念館人權日特展後受訪表示，聲稱近日收到「不知道真假的消息」，指香港政府可能會不允許香港學生來台灣留學。對此，陸委會副主委邱垂正回應表示，有關資訊是否屬實，陸委會將持續密切關注，香港《基本法》賦予港人有出入境的自由，他呼籲港府應依法保障港人相關權利。

## 對香港政府的控訴

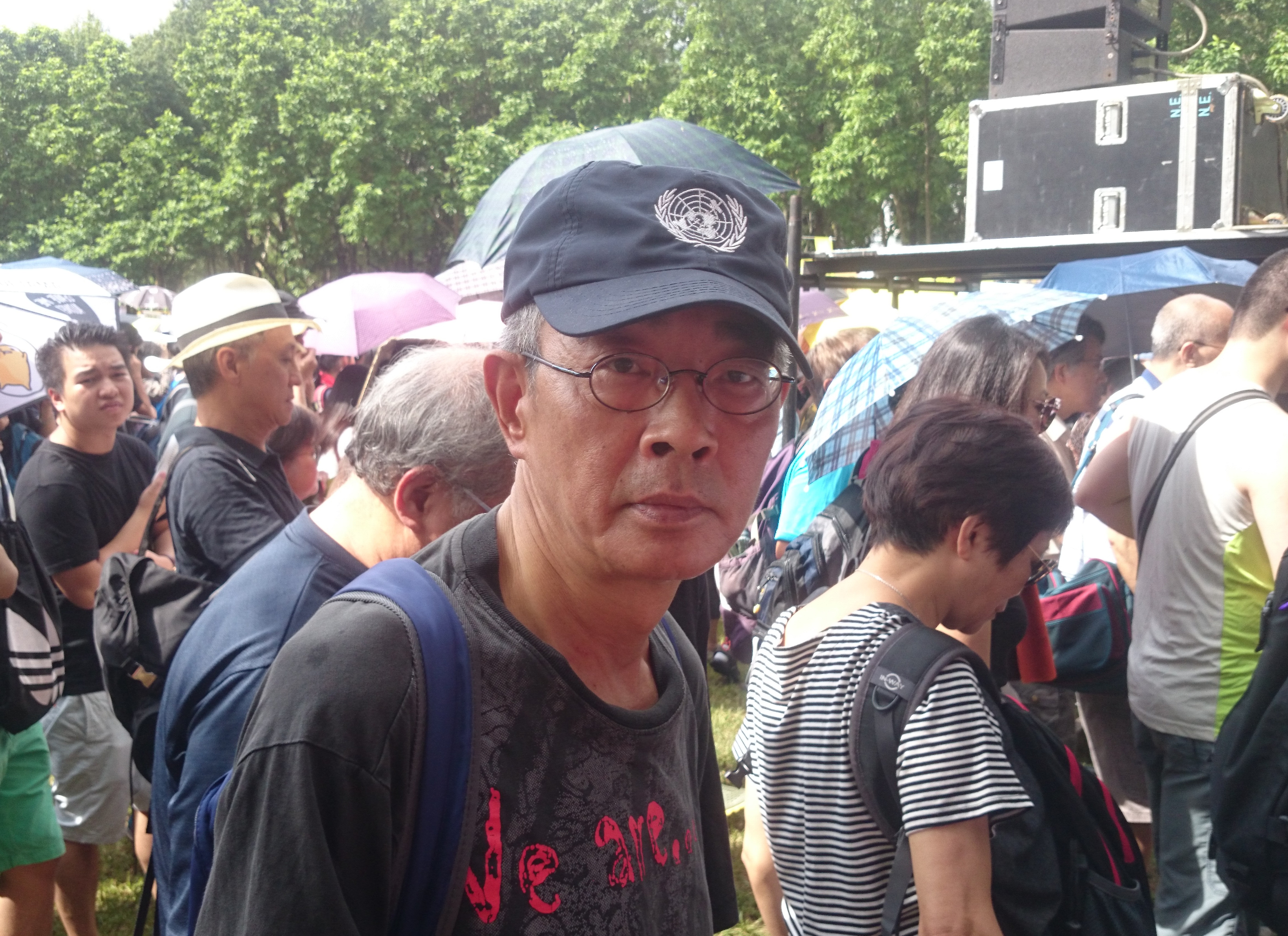
林榮基出席七一遊行（2017年）

經歷被中國大陸非法拘禁八個月後，林榮基質疑香港政府無法保障一國兩制，在事件中亦無營救過任何一個人，書店同事及自己之所以能夠短暫返港，只是因為他們選擇了妥協或答應某種條件。林批評香港保安局局長黎棟國「沒用、失責、失職」，因他不能夠保障香港人在香港的安全，亦對特首梁振英「無話可說」，又表示在事件後不會向香港警方尋求保護，因為在雨傘革命中警察對學生使用的暴力，早已說明香港警察不站在香港市民一方。

## 對香港獨立和台灣獨立的立場
2016年6月19日，林榮基在接受新加坡傳媒Channel NewsAsia訪問時，表明支持香港獨立。林認為當一國兩制不再有效，香港就應該尋求獨立，且港獨是可行並有其理據。又指出中共政權並不合法，因它並非從合法渠道選出，亦不尊重人權，質疑它没資格管治香港。林榮基認為中國即使再歷三千年也不會變，勸人不要打算改變它，有條件的人應該離開，像他一樣沒打算離開的人就應抗爭。
2017年1月7日，林榮基在《眾新聞》的專訪中，再次表示對港獨的看法。他表示，「港獨，到2047也不可能發生，因地域、經濟、資源等各種限制，令香港無法自主。它是一個偽命題，卻可以成為香港人爭取落實真一國兩制、保住自由思想的籌碼。大陸最怕就是你多講，將港獨思潮蔓延影響台灣、新疆、西藏等。」
2019年5月，林榮基流亡台灣後，在台北西門町參加台獨旗隊座談會時表示中國文化一直沉溺於大一統夢想，然而一個地方要有獨立，才能顯現自由。香港已沒有自由及民主，如果台灣被中國大陸統一，台灣人下場會和他一樣。因此他支持台灣獨立、香港獨立、新疆獨立、西藏獨立及內蒙古獨立。

## 相關影視形象
- 香港電台系列劇集《獅子山下 2018》首集「定風波」，故事改編自林榮基剛從內地回港後的經歷，由阮志雄飾演林榮基。

## 註腳
1. ↑  據有線新聞報道，林榮基於韶关工作的圖書館位於韶關市中心，圖書館職員受訪時指，最初有人陪林榮基來看書，其後林作為圖書館義工在圖書館工作，而職員所提及的日期時間與林榮基在記者會上所說的吻合。[11]

## 外部連結
- 林榮基1.5萬字親述書店事件：人不是生來被打敗的（页面存档备份，存于）